# Lajos Bruck
Pour les articles homonymes, voir Bruck.
Lajos Bruck, né à Pápa le 3 novembre 1846 et mort à Budapest le 3 décembre 1910, est un peintre hongrois.

## Biographie
Issu d'une famille juive, il étudie à l'Académie d'art de Vienne puis à Venise (1869-1873). Elève à Paris de Mihály Munkácsy, il obtient une mention honorable au Salon des artistes français de 1879. 
En 1885, il s'installe à Londres comme peintre à la cour puis en 1895 se fixe à Budapest où il finit sa vie. 
Ses œuvres sont conservées à la Galerie nationale hongroise.

## Galerie

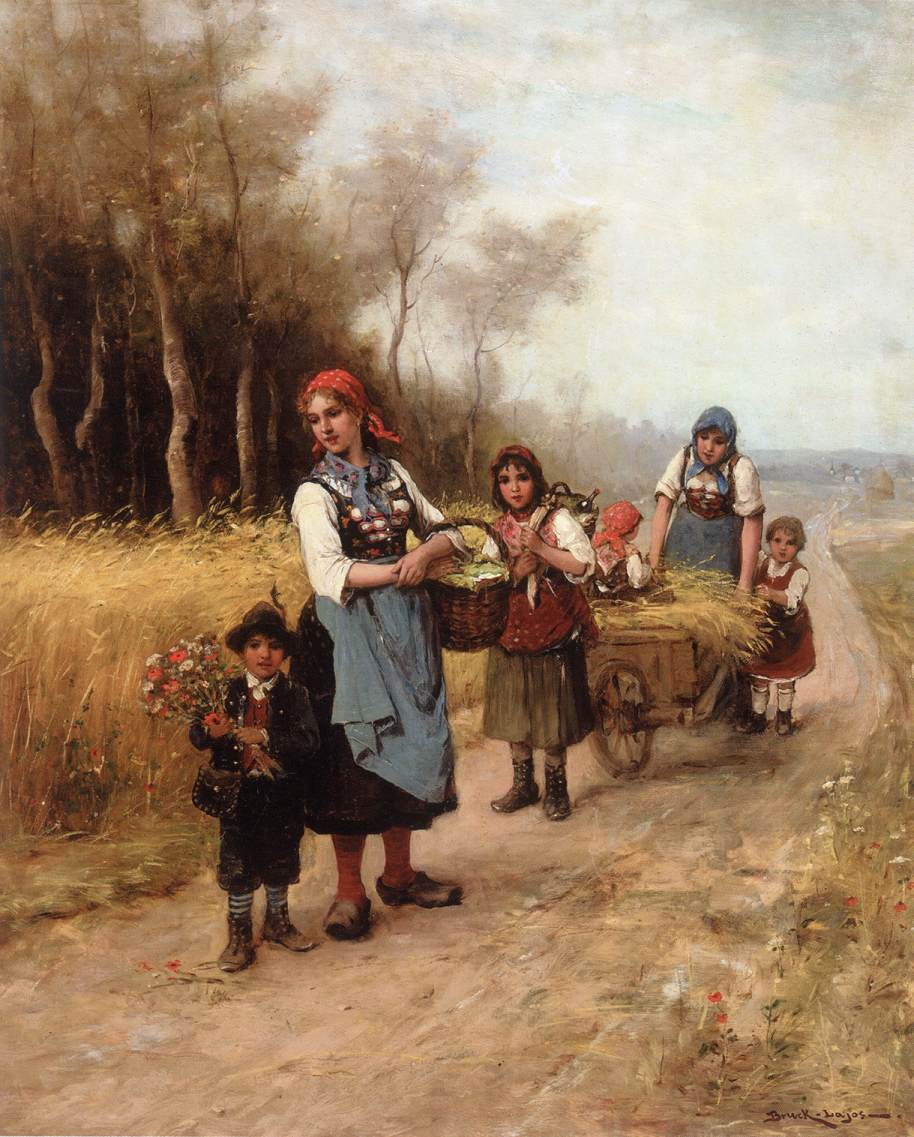
Vásárra indulók
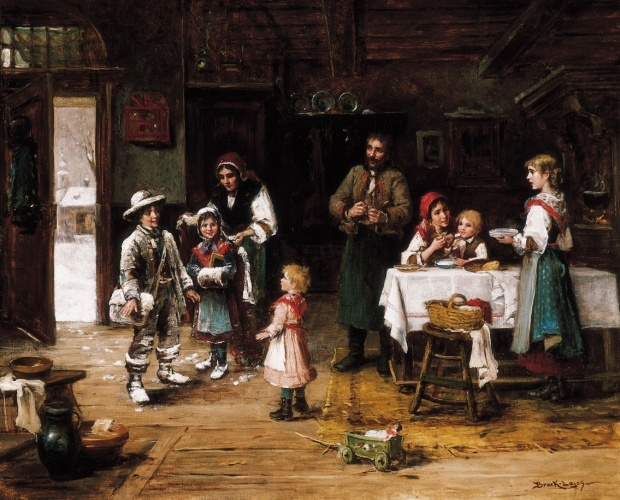
Hazatérés
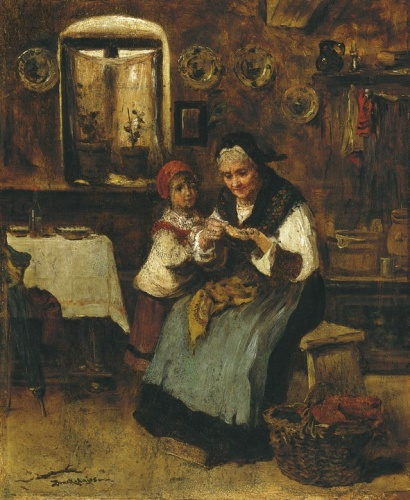
Nagymama az unokával
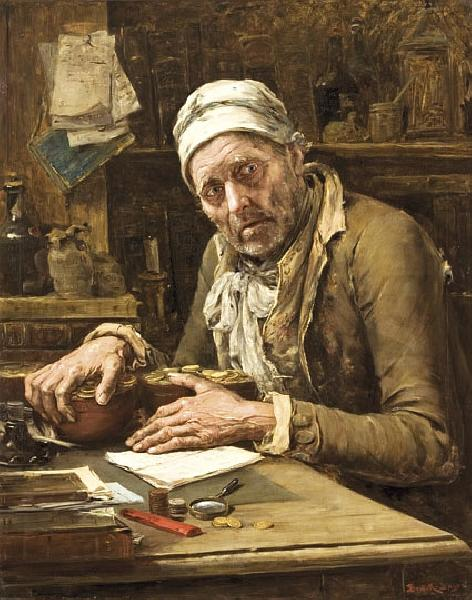
A fösvény
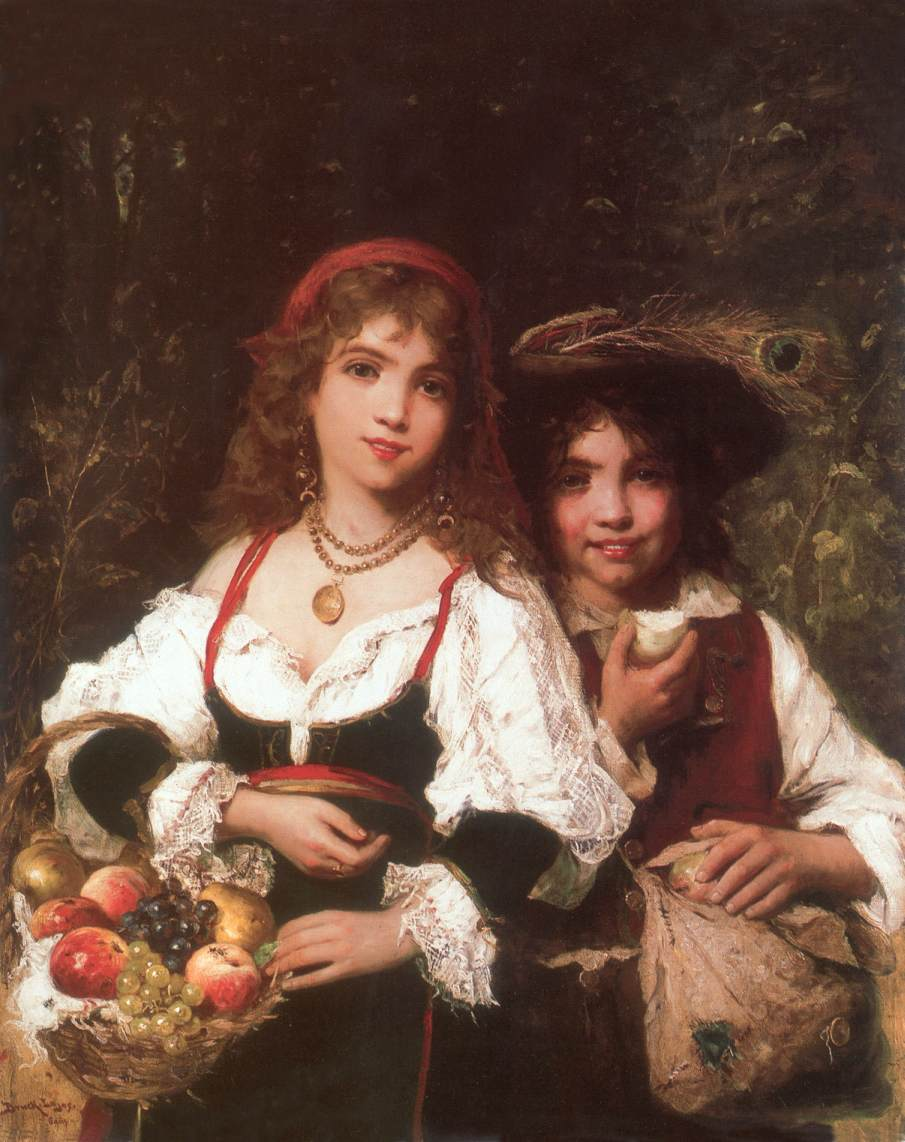
Gyümölcsárusok
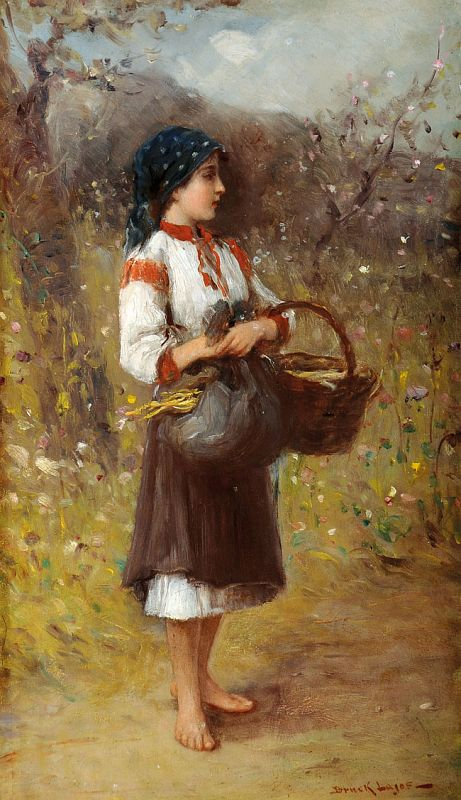
Fraŭlino kun korbo (Fillette avec panier)
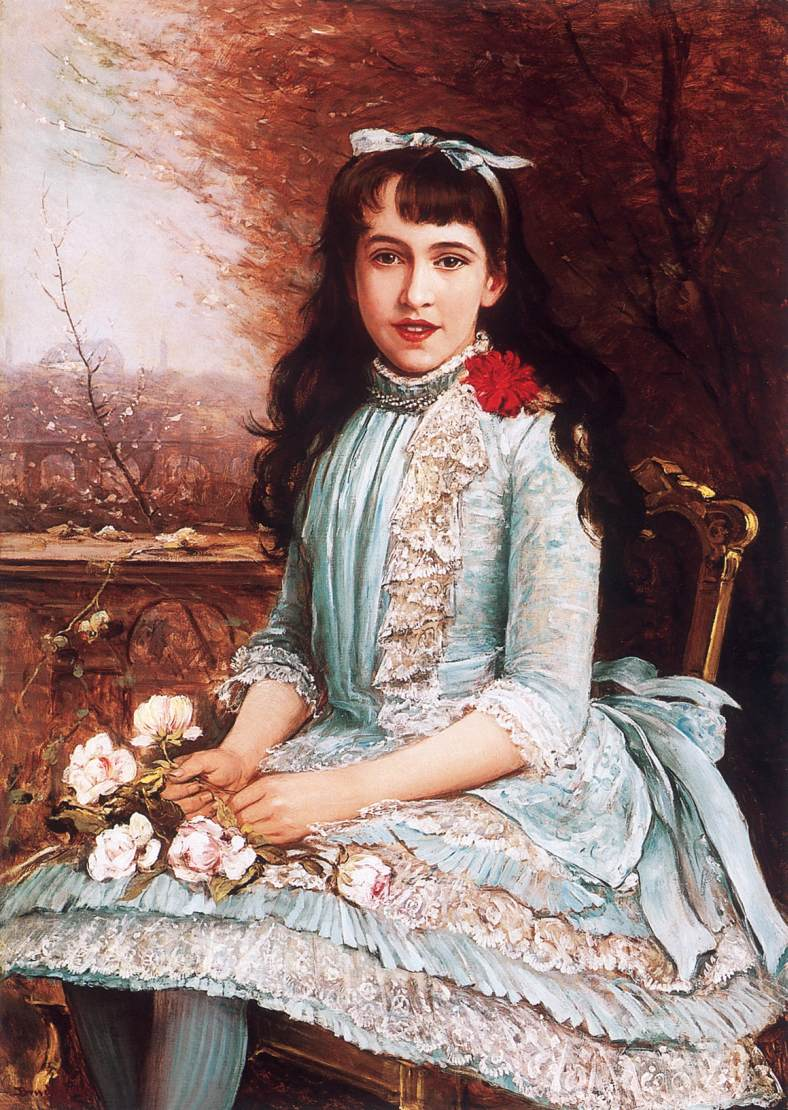
Fraŭlino en blua vesto kun rozoj (Demoiselle dans une robe bleue avec des roses)